# 休斯敦火箭
休士頓火箭（英語：Houston Rockets，縮寫：HOU），是一支位於美國德克薩斯州休士頓的職業籃球隊，分屬於NBA西區西南組，主場為豐田中心球館。球隊建立於1967年的聖地牙哥，原名聖地牙哥火箭（San Diego Rockets）。球隊用第一個選秀權選中帕特·莱利（莱利後來作为NBA教練，帶領洛杉磯湖人贏得4次總冠軍、邁阿密熱火1次）。休士頓火箭於1994年、1995年連續兩年奪得NBA總冠軍，當時球隊主力中鋒「大夢」哈基姆·奥拉朱旺，更於1993-1994年賽季成為了NBA歷史上唯一包攬賽季常规赛MVP、最佳防守球員、總決賽MVP球員，他亦連續兩年榮薦總決賽MVP。

## 隊名簡介
休士頓火箭隊的英文隊名為Houston Rockets，球隊成立於1967年，目前所在地區是美國德克薩斯州休士頓市，主場為豐田中心球館。休士頓因為有NASA的存在，讓人容易聯想到「火箭隊」這名稱是否和太空有瓜葛，但其實火箭隊最開始的主場在聖地牙哥，而火箭的涵意則是代表著速度和高遠的意思。

## 歷史

### 聖地牙哥火箭 (1967-1971)

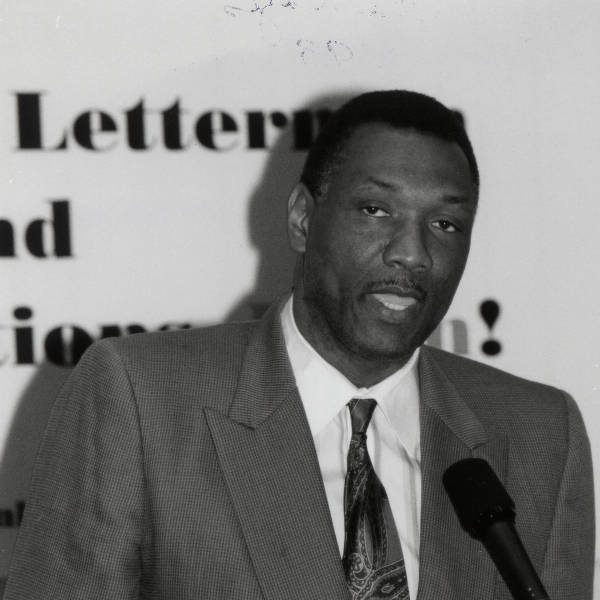
埃尔文·海耶斯

火箭隊在1967年加入NBA，最初的幾個賽季表現較差，15勝67敗，排名墊底。1968年NBA選秀會握有狀元選擇權的火箭隊選中了埃尔文·海耶斯後成績有所提升，1969年就打進隊史首次季後賽，第一輪2:4不敵亞特蘭大老鷹，但是此後球隊過度依賴埃尔文·海耶斯，他的數據持續維持高檔，但是仍無法帶領球隊再次晉級季後賽。
1971年初主場由聖地牙哥移到休士頓，更名為休士頓火箭，但當時休士頓的人民更熱衷於美式足球，所以火箭隊並未受到太多關注。球隊賽季後決定將埃尔文·海耶斯交易到巴爾的摩子彈隊。

### 摩西·马龙時代 (1976-1982)
1974年火箭隊再次打進季後賽，並在第一輪打敗了纽约尼克斯，但第二輪敗給了波士頓塞爾提克。直到1976年，摩西·马龙成為火箭隊一員之後，1976-1977年賽季火箭獲得中區聯盟冠軍，最後在東部決賽中敗給費城76人。
1977-1978年賽季马龙因傷使火箭再次掉出季後賽行列。
1978-1979年賽季马龙復出發揮出色，個人獲得例行賽MVP，但是球隊第一輪就以0:2敗給亞特蘭大老鷹。
1980年在季後賽第二輪以0:4敗給塞爾提克。

#### 1981年冠軍賽
1980-1981年賽季火箭隊例行賽只有40勝42敗的戰績僅僅領先金州勇士一場進入季後賽，但是摩西·马龙在這個季後賽平均拿下個人生涯最高的場均26.8分和14.5個籃板，命中率也大幅提升，先是大爆冷門的擊敗去年的衛冕軍洛杉磯湖人，第二輪遇到乔治·格文率領的聖安東尼奧馬刺在系列賽中第七場驚濤駭浪的用105比100奪走勝利，分區決賽4:1打敗萨克拉门托國王，一路打進了NBA總決賽。然而在冠軍賽第一戰，波士顿凯尔特人主將拉里·伯德18分21籃板9助攻的超全能成績，95比98輸掉第一戰，其中拉里·伯德在這場比賽上演了投三分球不進自己接籃板補進的經典畫面(play of following and tipping in his own miss)。第二戰靠著马龙的31分15籃板力壓伯德的19分21籃板以92比90險勝，但是第三戰的第二節火箭隊全隊手感盡失，17投3中，整節只拿13分，反觀對手拉里·伯德上演大三元，塞德里克·麦克斯维尔也有19分演出，马龙23分15籃板無力回天，71比94輸掉第三戰，第四戰力圖振作马龙的24分22籃板加上老邓利维的28分，91比86戰成2:2平手，但第五戰和第六戰綠衫軍先後靠著塞德里克·麦克斯维尔的28分15籃板以及伯德26分13籃板，分別以109比80和102比91拿下勝利，最後以2:4輸給凯尔特人。
爭冠失敗力求重來的摩西·马龙於1981-1982年賽季再一次拿下例行賽MVP，但是火箭隊在季後賽卻第一輪就敗給聖安東尼奧馬刺，摩西·马龙決定離開火箭隊，加盟费城76人。

### 哈基姆·奥拉朱旺時代 (1984-2001)

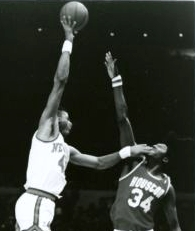
80年代的奥拉朱旺

#### 狀元雙塔
1983年和1984年火箭隊分別以14勝68敗和29勝53敗全聯盟墊底，也因此連續連年得到狀元籤，拉尔夫·桑普森和奥拉朱旺兩大狀元雙塔重新振作了火箭隊，加上知名教練比尔·费奇的帶領，火箭隊再次邁向巔峰。
1985-1986年賽季球季，火箭以全新陣容在例行賽交繳出51勝31敗(西區第二)，季後賽分別以3:0擊敗萨克拉门托国王以及4:2擊敗丹佛掘金，西區決賽更爆冷以4:1打敗衛冕軍洛杉磯湖人(其中第五戰拉尔夫·桑普森的空中接力114:112絕殺湖人更在2006年NBA季後賽史上60大好球排名第11名)，再度和拉里·伯德領軍的凯尔特人對決。首戰奥拉朱旺33分12籃板被拉里·伯德的21分13助攻外加凯文·麦克海尔也拿下21分比下去，以100:112吞敗;第二戰95:117，火箭0:2落後;第三戰桑普森卯盡全力砍下24分22籃板，終於讓火箭以106:104驚險獲勝;第四戰，火箭桑普森25分、奥拉朱旺的21分14籃板、罗伯特·里德的19分和罗德尼·麦克雷的17分，力拼綠衫軍罗伯特·帕里什22分15籃板、大鳥21分10助攻以及丹尼斯·约翰逊21分，但最後大鳥用一記關鍵三分球，幫助綠衫軍以106：103取得聽牌優勢，也讓火箭吞下1986年季後賽主場的唯一一敗;第五戰奥拉朱旺32分14籃板8火鍋(創下NBA總決賽單場最多阻攻紀錄)、罗伯特·里德傳出17助攻力壓凯文·麦克海尔33分8籃板，加上大鳥僅得17分，111:96將系列戰追成2:3;第六戰，桑普森12投4中只得8分，奥拉朱旺的21分10籃板也敵不過大鳥的大三元(31分11籃板12助攻)，97:114，火箭2:4再次不敵綠衫軍。儘管如此，奪冠後接受訪問的綠衫軍「三巨頭」(大鳥、麦克海尔、帕里什)都表示被火箭嚇了三大跳。

#### 不上不下
1986-1987年賽季中拉尔夫·桑普森因傷被球隊放棄交易到金州勇士，這讓火箭隊戰力有所折扣，在1987年季後賽2:4敗給西雅圖超音速止步於第二輪，往後連續4年都在第一輪出局。雖然哈基姆·奥拉朱旺已經是當時聯盟最好的中鋒之一，並每年入選NBA明星賽，然而1991-1992年賽季42勝40敗西區第九意外被踢出季後賽，連續7年進季後賽的隊史紀錄被終止。

#### 轉捩點
哈基姆·奥拉朱旺在1992-1993年賽季打出生涯最高當時生涯最高的26.1分和13籃板和驚人的4.2阻攻，拿下當年NBA最佳防守球員，55勝27敗西區第二，季後賽第一輪3:1擊敗洛杉磯快艇，第二輪血拼到第七戰延長賽才惜敗給西雅圖超音速，但是已經重新回到強隊之列。

#### 榮薦年度最佳防守球員及MVP
1993-1994年賽季，哈基姆·奥拉朱旺再次打出27.3分11.9籃板3.7阻攻的傲人成績，且身邊的副將也足見成熟，如奥蒂斯·索普、肯尼·史密斯、弗农·马克斯维尔以及罗伯特·霍里，甚至當年還是菜鳥的萨姆·卡塞尔都是球隊當時的重要戰力，哈基姆·奥拉朱旺不但連莊NBA最佳防守球員，更成為隊史第二位當選年度例行賽MVP的球員。這年火箭隊58勝24敗西區第二，季後賽先是3比1擊敗滑翔翼克莱德·德雷克斯勒的波特蘭拓荒者，接下來4:3險勝查尔斯·巴克利的鳳凰城太陽，西區決賽4:1擊敗郵差二人組的猶他爵士（季後賽第二輪淘汰了上演黑八奇蹟的丹佛掘金），睽違8年，再次打進NBA總決賽。

#### 隊史首冠 (1994年冠軍賽)
1994年冠軍賽的對手是和哈基姆·奥拉朱旺齊名稱為80年代四大狀元中鋒之一的帕特里克·尤因帶領的纽约尼克斯，兩人曾在1984年的NCAA冠軍戰對決，帕特里克·尤因帶領的喬治城大學擊敗了奥拉朱旺所屬的休士頓大學。這年冠軍賽是個防守焦土戰，兩支球隊的得分都沒有破百，第三戰火箭隊跳出奇兵菜鳥後衛萨姆·卡塞尔在最後32.6秒連拿7分帶領火箭93比89逆轉，前四戰戰成2:2平手，第五戰帕特里克·尤因12籃板8阻攻帶領纽约尼克斯91比84率先聽牌，8次阻攻追平奥拉朱旺在1986年冠軍賽創下的紀錄，第六戰回到火箭主場奥拉朱旺30分4阻攻，尼克隊射手约翰·斯塔克斯雖然在第4節狂砍16分，但最後一擊卻被哈基姆·奥拉朱旺給蓋掉，86比84，這記火鍋在2006年被選為NBA季後賽史上60大好球第34名，第七戰，無法在第六戰當英雄的约翰·斯塔克斯成為罪人，18投只中2，最終火箭隊90比84擊敗纽约尼克斯，哈基姆·奥拉朱旺26.9分9.1籃板3.6助攻3.9阻攻力壓帕特里克·尤因的18.9分12.4籃板1.7助攻4.3阻攻成為總冠軍賽MVP。帕特里克·尤因即使7戰下來蓋了30個阻攻是NBA記錄，仍無法阻止火箭隊拿下隊史首冠。

#### 「滑翔翼」克莱德·德雷克斯勒
擁有「滑翔翼」封號之稱的克莱德·德雷克斯勒在1994-1995年賽季帶槍投靠火箭隊，然而雖然其有21.4分7籃板4助攻的表現，火箭隊例行賽戰績只有47勝35敗，西區第六，當時被批評有失衛冕軍身分。
季後賽第一輪面對猶他爵士，第一戰被约翰·斯托克顿絕殺兩分輸球，但是三戰打完1:2落後的火箭隊連贏2場，第二輪面對「惡漢」查爾斯·巴克利的鳳凰城太陽，火箭隊四戰打完1:3落後，但是第五戰火箭隊在延長賽硬是打敗太陽隊，氣勢大漲，第七戰再靠著马里奥·伊利在最後7秒投進決定性三分球，連兩輪上演大逆轉，這個畫面是最令人難忘的是马里奥·伊利在三分球進後狂傲地給了太陽隊一個死亡之吻，也被選為NBA季後賽史上60大好球第55名，西區決賽氣勢已經打上來的火箭隊技高一籌，擊敗當時第一種子聖安東尼奧馬刺，再次進軍NBA總決賽。

#### 永远不要低估冠军的心 (1995年冠軍賽)
當年的東區冠軍是「俠客」沙奎尔·奥尼尔與「便士」哈達威安芬尼·哈达威的奧蘭多魔術。正因為火箭隊一路跌跌撞撞，不少人看好魔術隊，但是第一戰最後就出現了整個冠軍賽的分水嶺，魔術隊的尼克·安德森最後關頭在球隊領先三分下連續錯失四個罰球，反觀火箭隊的肯尼·史密斯單場投進當時總冠軍賽紀錄的7個三分球，尤其是最後又是一個三分球把比分追平，打進延長賽後克莱德·德雷克斯勒在讀秒階段平手時切入上籃沒進，哈基姆·奥拉朱旺隨即補進120比118，取得第一勝，此後哈基姆·奥拉朱旺冠軍賽平均32.8分11.5籃板5.5助攻2.0阻攻場場壓下沙奎尔·奥尼尔的28分12.5籃板6.3助攻2.5阻攻，第二戰117比106，火箭隊連破魔術兩場主場，第三戰又有罗伯特·霍里在最後14.1秒的關鍵三分球取得104比101領先，最終106比103把對手推到0:3落後的深淵，最終第四戰113比101火箭驚奇性的橫掃魔術，成為史上第五支可以連兩年奪冠的球隊，賽後總教練鲁迪·汤姆贾诺维奇接受訪問時意氣風發的說道：
"We've had non-believers all along the way. I have one thing to say to those non-believers. Don't EVER underestimate the heart of a champion."「我們一路被大家看扁，我只有一句話想告訴那些瞧不起休士頓火箭的人們：永遠都別低估冠軍的心！」
此番說話成了NBA經典佳言，另外例行賽只有47勝是NBA史上例行賽勝場數最少的總冠軍。

#### 哈基姆·奥拉朱旺時代後期
1996年迈克尔·乔丹復出，不少人認為火箭隊有機會與芝加哥公牛在冠軍賽碰頭，但是火箭隊卻意外在第二輪就被西雅圖超音速（1994年季後賽首支被上演黑八奇蹟的隊伍）橫掃。雖然1997年又補強了查尔斯·巴克利這位巨星級的前鋒，但打到了西區決賽面對猶他爵士時，前五戰2:3落後，第六戰在100比100平手的情況下被约翰·斯托克顿三分球絕殺。1998年季後賽首輪1:3再次敗給猶他爵士。1998-1999年賽季克莱德·德雷克斯勒退休後馬上補強了同樣是巨星級的斯科蒂·皮蓬，但主力陣容老化的弱點已凸顯無疑，首輪1:3不敵洛杉磯湖人，此時哈基姆奥拉朱旺已經退居二線。

#### 後冠军時代与重建期 (1995-2002)
在奥拉朱旺退居二線時，火箭隊的亮點就是史蒂夫·弗朗西斯和卡蒂诺·莫布里。弗朗西斯在1999-2000年賽季繳出18.0分5.3籃板6.6助攻拿下NBA最佳新秀，加上火箭隊在2002年NBA選秀會擁有狀元籤選到了姚明，球隊終於在2004年重回季後賽，但是首輪就敗給當年擁有四大天王的洛杉磯湖人。
史蒂夫·弗朗西斯、卡蒂诺·莫布里和凯文·卡托在球季結束後被交易到奧蘭多魔術，換來特雷西·麦克格雷迪、朱万·霍华德和利斯·盖因斯。

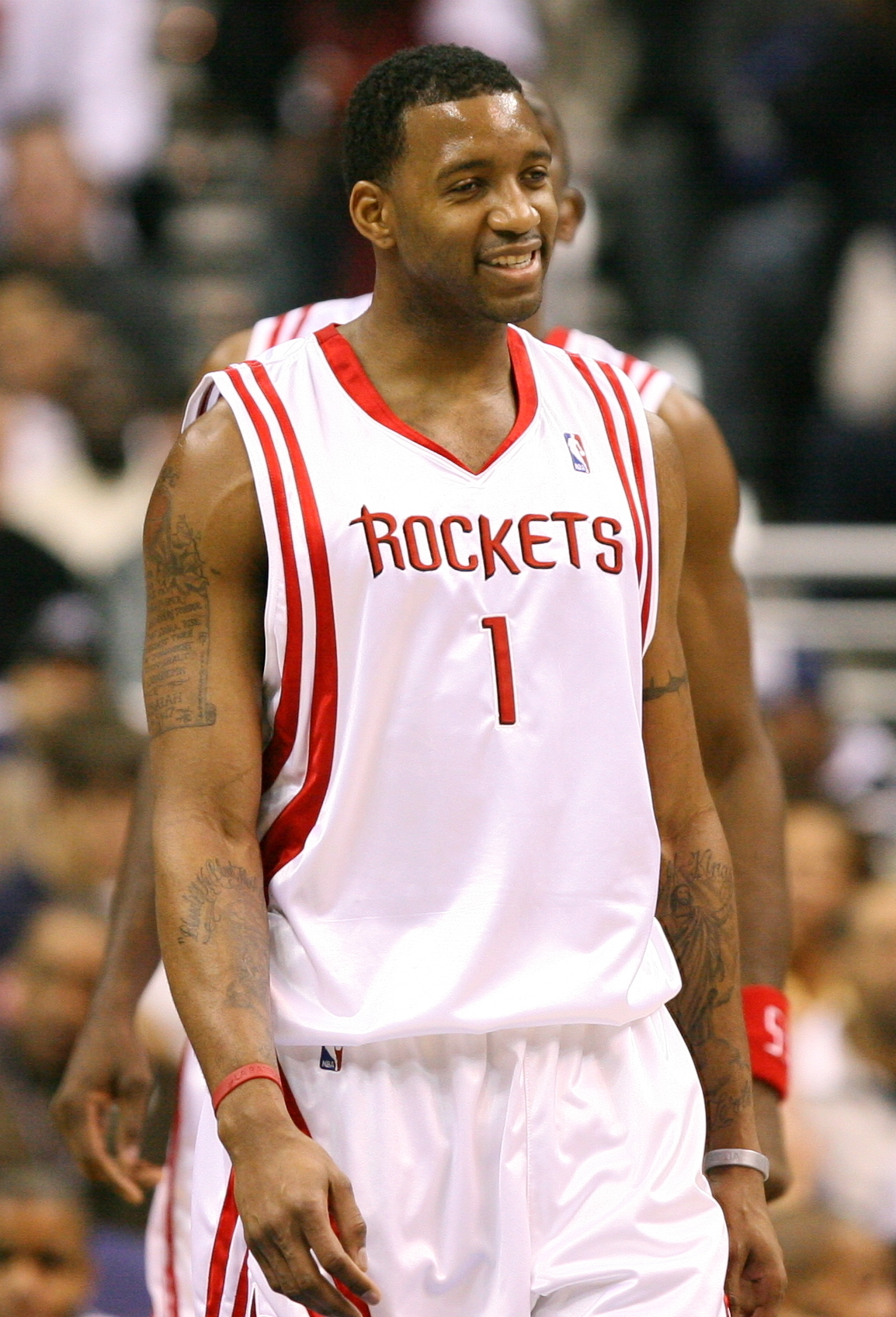
特雷西·麦克格雷迪

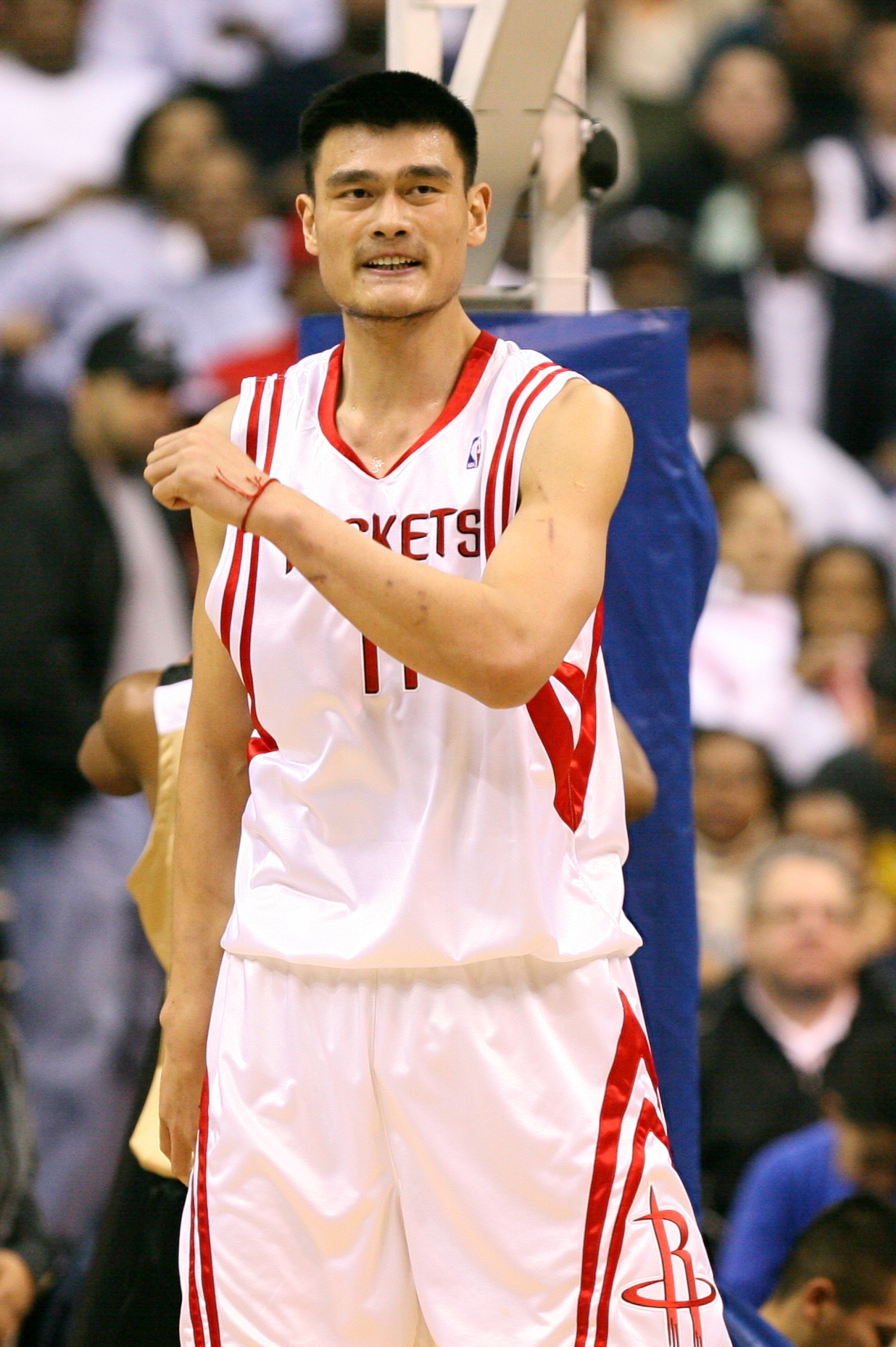
姚明

### 姚麥時代 (2002-2009)
火箭隊用了隊上兩大主將弗朗西斯和莫布里來換取特雷西·麦克格雷迪。麦克格雷迪在2004-2005年賽季表現非凡，最著名的一場例行賽是面對馬刺隊時，在最後一分鐘還68比76落後8分時，靠著他最後35秒13分的可怕飆分秀，以81比80逆轉。

#### MM連線
當時特雷西·麦克格雷迪和姚明的雙箭頭讓火箭隊被認為是有實力奪冠的球隊，2004-2005年賽季51勝31敗西區第五，第一輪面對到達拉斯小牛，靠著兩人的發揮，由其特雷西·麦克格雷迪在第二戰的絕殺連破兩場小牛隊主場，但三四五戰卻都在最後關頭輸球，儘管第六戰靠著第四節32比13的攻势101比83贏球，第七戰MM連線合力攻下66分，其他隊友卻合計只得10分，76比116在第七戰輸球，40分的負分是NBA第七戰的記錄。2005-2006年賽季兩人因傷缺席大部分比賽使火箭隊無法進入季後賽。2007年季後賽再一度2:0和3:2領先下被猶他爵士4:3擊敗。2007-2008年賽季，麦克格雷迪一度帶領球隊拉出22連勝，不但是隊史紀錄更是當時NBA史上連勝數第二（已被邁阿密熱火在2013年的27連勝打破），最終挑戰23連勝時面對防守勁旅波士頓凯尔特人最終以74比94輸球，但是姚明中途受傷導致又淪為其一個人苦撐，第一輪2:4再次不敵猶他爵士。2008-2009年賽季球隊找來了防守悍將罗恩·阿泰斯特，但是特雷西·麦克格雷迪因傷表現下滑，姚明又在季後賽受傷。雖然火箭隊打敗波特蘭拓荒者通過了第一輪，但第二輪力拼7戰不敵洛杉磯湖人。

### 重建（2010—2012）
2009-2010年賽季中特雷西·麦克格雷迪被交易到纽约尼克斯，姚明整季報銷，隊上主力由阿隆·布鲁克斯和路易斯·斯科拉來扛，季中從薩克拉門托國王交易來凯文·马丁成為球隊第一得分點。2010-2011年賽季姚明因傷宣布退休。2010年到2012年球季結束，連續三年名列西區第九，無緣季前賽。

### 哈登時代(2012—2021)

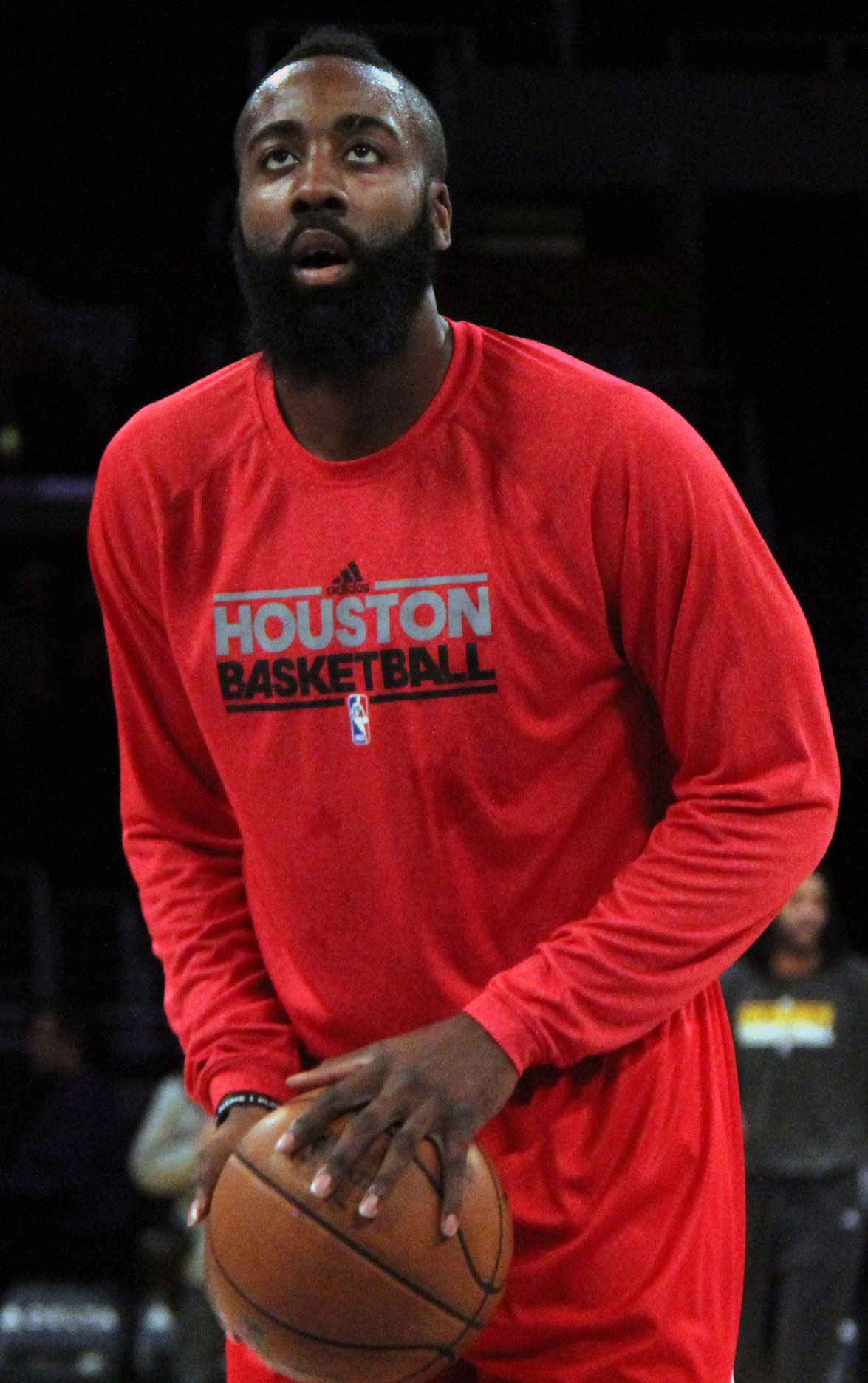
詹姆斯·哈登

#### 2012—2013球季
開打前，球隊用凯文·马丁交易來詹姆斯·哈登，又從自由市場簽下林書豪，加上帕特里克·帕特森和钱德勒·帕森斯等人也持續進步，整支球隊煥然一新。2013年2月6日，主場對戰金州勇士隊，以140比109比數獲勝。火箭隊全場以57.5%的命中率飆進23記三分球，刷新隊史紀錄，更追平奧蘭多魔術隊23顆三分球紀錄。
這個球季，火箭進入闖進季後賽，不過在首輪以2:4不敵奧克拉荷馬雷霆。

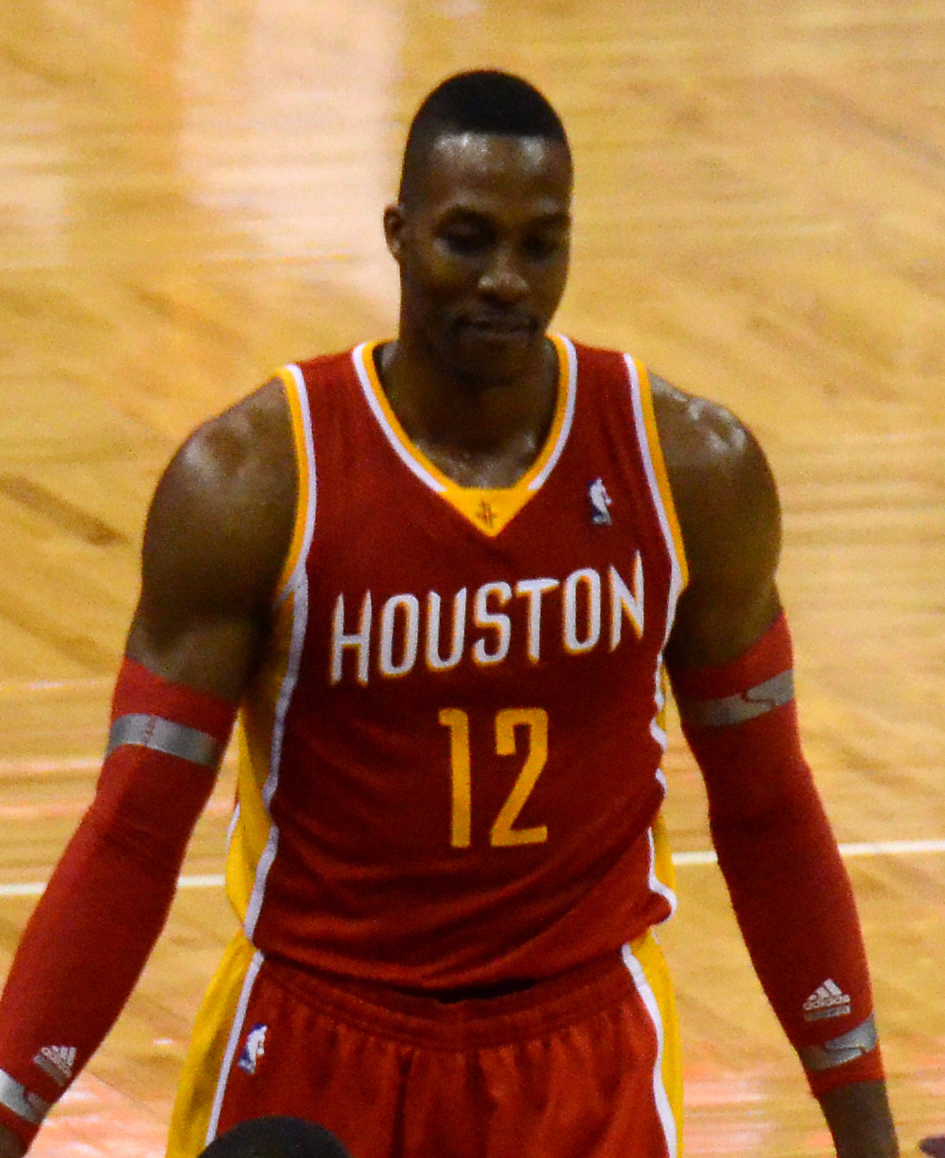
德懷特·霍華德

#### 2013—2014球季
火箭隊在2013年7月簽下了綽號「魔獸」的德懷特·霍華德，成功讓球隊在2013-2014年賽季以54勝28敗在西區排名第四。不過火箭隊在季後賽首輪以2:4不敵波特蘭拓荒者，尤其是第六戰，2:3落後的火箭隊有機會把戰局拉回休士頓，卻遭到達米恩·李拉德的三分球絕殺。

#### 2014—2015球季
雖然德懷特·霍華德因傷缺席41場比賽，但火箭仍在常规赛以56勝26敗的成績，排名西區第二，繼1994年以來再度在西南組封王。
首輪以4:1淘汰同樣來自德州的達拉斯小牛，挺進第二輪。第2輪對手是洛杉磯快艇，火箭雖然在第4戰因為魔獸暴走而失速墜毀，但最後他們成為史上第8支(隊史第2次)從1:3被聽牌的劣勢下晉級西區冠軍賽的球隊，尤其是第6戰的決勝節，火箭在大鬍子幾乎坐滿整節板凳的情況下，靠著科里·布鲁尔和约什·史密斯聯手出擊，硬是克服19分落後，上演大逆轉扳成3:3。最後在第7戰113:100大勝已經疲憊不堪的快艇。西區冠軍賽，火箭以1:4遭到金州勇士擊落，結束球季。

#### 2015—2016球季
凯文·麦克海尔新賽季糟糕的開局，其中前三戰皆墨，前11場只拿下4勝7敗，最後遭到解雇，由助理教練J.B.比克斯塔夫接任教練。
J.B.比克斯塔夫上任後，火箭雖然成功止跌，但回升力道不足，因此火箭整季都在季後賽邊緣掙扎。欣慰的是，火箭季末強拉尾盤，拉出一波3連勝。
2016年4月14日，火箭靠著詹姆斯·哈登單場38分貢獻，116:81大勝作客的國王，也拿下西區最後1張季後賽門票。
雖然好不容易搭上季後賽列車，但火箭第一輪面對的正是73勝9敗的衛冕軍勇士。最終，火箭以1:4黯然結束這個賽季。

#### 2016-2017球季：德安東尼到來
儘管沒招攬到卢克·沃顿，火箭在2016年夏天還是和跑轟大師迈克·德安东尼達成4年的執教合約協議，並附帶球隊的選項，成為火箭總教練。雖然德怀特·霍华德選擇回家鄉亞特蘭大打球，但火箭從鵜鶘找來玻璃射手埃里克·戈登與高砲塔萊恩·安德森，並安排大鬍子改打控衛，火箭開季立刻一飛衝天，甚至成為最恐怖的三分部隊，還完成自1997-98賽季以來的首次對小牛橫掃。
11月26日，火箭全場外線50投21中，打破小牛在1995-1996年球季單場3分球出手49次的紀錄，以117:104战胜國王。
12月17日飆進24記三分球，寫下NBA例行賽新紀錄，並在詹姆斯·哈登大三元表現帶領下，於主場以122:100大勝鵜鶘。
2017年4月6日以110：104擊敗金塊，本季4次交手全數拿下勝利，也確保了球隊在西區排名第3種子的席次。第一輪火箭對決第6種子雷霆，最終火箭4：1晉級。
西區準決賽，火箭遭逢馬刺，上演德州大戰。雖然火箭G1先在客場下馬威，不過老經驗的馬刺也攻破了休士頓，雙方前4戰扯平。G5成為系列戰的關鍵，哈登被马努·吉诺比利搧了再見火鍋，不僅被馬刺聽牌，G6也打得有氣無力，以75：114慘敗，2：4遭到淘汰。這一場敗仗也是丹東尼季後賽執教生涯對戰馬刺教頭波波維奇的第20敗，追平了「禪師」傑克森與前爵士教頭史隆保持的紀錄。

#### 2017—2018球季：燈泡連線
2017年暑假，火箭換得快艇「船長」克里斯·保羅，但也付出高昂代價，除了送走山姆·德克尔、帕特里克·贝弗利、路·威廉姆斯等7人，還搭上2018的首輪選秀權。
雖然開季後保羅卻因傷缺席了大半賽事，不過火箭的開局顯然讓他能好好休息，靠著大鬍子隻手遮天，直到在保羅傷癒歸隊後，火箭已拉出一波13連勝。這對後場搭檔除了各自有出色單打能力與亮眼數據外，穿針引線的任務更是得心應手，幫助火箭展現強大的團隊火力。
火箭在開季前29場比賽拿到了25勝，但隨後卻吞下5連敗。不過勇士的低迷狀況，給了他們一個大好機會。從1月29日開始，火箭持續火燙，在2月份奪下全勝。這波17連勝直到3月10日，才在多倫多畫下句點。
3月12日，火箭105：82击败独行侠，战绩变为52胜14负，搶下今年第一張季后赛門票，不過他們可沒打算減速調整，反而持續高歌猛進。先是打破1993-94球季阿基姆·奥拉朱旺時代創下的58勝紀錄，接著靠著公鹿撞倒勇士鎖定西區第一種子，最後以65W17L，全聯盟最好的成績結束例行賽。這不但是隊史單季首度拿下60+勝，並終結勇士連3季霸佔聯盟例行賽龍頭。
火箭第一輪面對的是睽違13年才摸到季後賽地板的明尼蘇達灰狼。儘管被灰狼在G3反咬一口，但哈羅連線串連起火箭恐怖的三分雨，最終以4：1輕鬆過關。
季後賽第二輪，火箭與淘汰雷霆的猶他爵士進行交鋒。雖然G2被爵士超級菜鳥多诺万·米切尔帶隊偷走勝利，火箭到了固若金湯的鹽湖城後立刻加倍奉還，最後G5一舉關門，不僅報了2008年NBA季後賽被爵士6戰淘汰的一箭之仇，保羅也終於晉級西區決賽。
西區冠軍戰，G1的不敗主場被勇士攻破，G2用22分之差加倍奉還，但沒想到到了灣區，勇士G3大勝41分，讓火箭意識到跟他們拚進攻是行不通的。於是在G4、G5靠著密不透風的防守，讓勇士杜蘭特效率大打折扣，加上關鍵時刻迫使勇士失誤，率先完成聽牌。但就在這個關鍵時刻，保羅的腳傷再度復發，讓他不得不退出戰場，也讓火箭雖然在G6有機會終結勇士，到了下半場卻被勇士的一波流帶走；G7火箭上半場建立起雙位數領先，但在這時候最引以為傲的3分球竟然屢屢落空，甚至發生連27鐵的淒慘情況，也被勇士乘機反超，最後以3：4落敗。

#### 2018—2019球季：神登再度隻手遮天
上季只差一步就踏入總冠軍賽，火箭第1個暑假功課，就是端出4年大約綁定保羅，接著又用5年大約搞定中鋒卡培拉，確保球隊核心，並在8月31日和太陽完成多人交易（火箭送出獲得莱恩·安德森和新秀狄安東尼·梅爾頓，得到太陽布兰登·奈特與隊友馬奎斯·克里斯），另外也以一年底薪約招來甜瓜。不過，在維持三大主力、甚至加入甜瓜組成三巨頭之餘，火箭付出讓阿里沙、Mbah a Moute等優秀側翼大鎖離隊的代價，不過也補上MCW等出色的角色球員，實力可以說是不減反增，志在討回總冠軍。
然而，火箭竟然遭逢嚴重的低潮與傷病潮，不僅從鵜鶘大鬧開幕戰起苦吞連敗（開季7戰只拿2勝），排名更是直探太陽的爐主大位，和馬刺、雷霆等隊比誰更慘，連甜瓜扛中鋒的隊型都派上用場！然而相對於雷霆從4連敗觸底後一度彈上西區龍頭，德州雙雄居然還在太陽身邊互相取暖，也迫使火箭在11/16將只上10場的甜瓜冷凍（之後送給公牛），重新啟用燈泡+瑞士魔獸的勝利方程式，只是主力輪流缺陣（最糟糕的是保羅和卡培拉還曾同時高掛免戰牌）讓局勢更是雪上加霜。
但這也是上季年度MVP哈登證明自己的機會，他不僅進攻端油門踩到底，過去讓人酸到爆的防守更是大幅進步，帶領火箭在接下來的比賽中，先突破勝率5成，接著重回八強，甚至還在客場絕殺勇士，以西區第5名迎接明星賽，而且火箭也在季中找來可靠的幫手，肯尼斯·法里德負責支援卡培拉，可以自主進攻的小瑞佛斯則幫保羅爭取喘息空間。
4月3日，哈登於前役在主場對國王完成生涯第五度50分「大三元」後，作客沙加緬度時個人轟下7記三分球，拿下36分10助攻，火箭全隊轟進26顆三分，追平去年12月創下的聯盟最佳紀錄，終場以130比105痛宰國王，本季四戰完成橫掃，同時也將國王淘汰出局。
4月8日，火箭本季例行賽主場最後1戰對上太陽，全場團隊共飆進27記3分球，打破由他們自己保持的史上全隊單場最多26記3分球紀錄，終場火箭以149：113輕鬆奪下6連勝。
火箭以53勝29敗的成績，西區第4種子的身分前進季後賽，第一輪對上上季準決賽的對手，第5種子爵士。火箭前2戰把對手打趴在地，第3戰儘管哈登前15投全數落空，但關鍵的投籃他還是投進了，加上塔克重要的進攻籃板，火箭取得3：0聽牌；雖然G4被爵士躲過橫掃，火箭還是以4：1搞定對手，提前遭逢上季淘汰他們的衛冕軍勇士。
然而面對勇士讓了一個表弟，火箭前2戰不僅無法攻破灣區，而且哈登還在奮戰過程中眼睛掛彩，不過回到主場後火箭連趕2場扳平戰局。但很可惜的是，G5（5/9，同時也是總教練丹東尼的生日）火箭無法延續主帥生日戰全勝的紀錄；G6雖然心腹大患杜蘭特賽前傷退、柯瑞上半場得分掛蛋，火箭仍無法甩開團隊發揮、湯普森上半場大發神威的勇士，然後被柯瑞下半場恐怖的33分、和湯普森合力拿下60分的海嘯沖垮，最終只能以2：4止步第二輪。

#### 2019—2020賽季:與CP3分道揚鑣，哈登威少二度聯手
據記者沃納羅斯基報導，雷霆與火箭交易，將衛斯特布魯克送至火箭，換取保羅、2024年和2026年的首輪簽，2021年和2025年首輪簽互換權。。
2020年8月13日，休士頓火箭迎戰印第安那溜馬，雖然哈登繳出45分12籃板助攻準大三元，仍以104比108不敵團隊作戰的溜馬，確定與奧克拉荷馬雷霆第九度交手(包含西雅圖超音速時期)
眾所矚目的火箭雷霆之戰，儘管羅素·衛斯特布魯克因傷缺陣，但火箭戰力顯然未受影響，在哈登狂轟37分11籃板的帶領下，首節中段就逐漸掌控比賽局面，之後一路取得領先優勢，最多曾贏到23分，終場也以123比108輕取雷霆。
系列賽第二場，火箭前3節打完還落後1分，但靠末節連下17分的攻勢翻轉戰局，在哈登整場攻下21分、全隊7人得分達兩位數的情況下，以111比98擊敗雷霆，系列賽以2比0領先。
2020年8月22日系列賽第三場，火箭第4節剩下24.4秒時發生一次要命的發球失誤，加上豪斯最後2罰僅中1，雙方進入延長加賽。哈登雖然攻下全場最高38分，外加8助攻7籃板，然而他在第四節只得到4分，而在延長賽只打了53秒就6犯離場，這是他本季首度被罰出場。少了哈登的火力，火箭進攻也陷入斷層，以107比119吞下首敗，雙方系列賽形成2比1。
2020年8月25日系列賽第四場，火箭一度手握領先15分的優勢，最終117比114遭到逆轉，讓兩隊在季後賽首輪2比2平手，火箭今天在三分線外出手58次，創下NBA季後賽的紀錄，其中命中了23球。哈登攻下全場最高32分，並傳出全場最多15次助攻，還有4次抄截演出，葛登、豪斯分別挹注23分、21分，格林貢獻11分、11籃板的「雙十」數據。
第五戰衛斯特布魯克回歸，儘管他命中率不甚理想，火箭靠著哈登勇奪31分，加上防守端將士用命，就以114比80大勝雷霆，系列賽取得3比2聽牌資格。
第6戰，雙方一路糾纏到決勝節，雷霆靠著保羅在最後關頭獨拿8分，加上衛斯特布魯克的致命失誤，最終火箭以100比104輸給雷霆，兩隊將在第7戰決一死戰。
第七戰，儘管整場比賽手感低迷，但哈登在第四節最後關鍵時刻一次上籃得手加上助攻塔克拿到超前分，更成功封阻多特的外線跳投，最終幫助火箭在搶7大戰以104比102驚險擊敗雷霆，晉級第二輪。
歷經與雷霆7場血戰才晉級，反觀對手西區龍頭湖人則已養精蓄銳達1周時間，不過火箭於系列賽首戰不見疲態，在「MVP連線」合轟60分，且葛登挹注23分相助下，終場以112比97退敵。
哈登僅出手12次，得到27分7助攻，葛登轟進6記三分球，得到24分，塔克18分11籃板，柯文頓17分，替補的豪斯進帳13分5籃板。
衛斯特布魯克手感低迷，全場15投僅4中，得到10分13籃板4助攻，但也發生多達7次失誤。特別是第四節初，衛斯特布魯克沒有掌控好場上節奏，多次出手未進加上失誤，給了湖人發動反擊的契機，帶領一度落後21分的被湖人重新掌控局面，以109比117被湖人搶回一勝，雙方系列賽形成1比1平手。
哈登23投11中攻下33分9籃板9助攻，衛斯特布魯克24投13中拿到30分8籃板6助攻；替補的格林得到16分，葛登和柯文頓各拿10分，火箭最終以102比112吞下敗仗，系列賽1勝2敗的落後。
哈登手感欠佳，全場11投僅2中，不過靠著20次罰球機會，還是得到21分10助攻4籃板2抄截3阻攻。衛斯特布魯克16投8中，拿到全隊最高25分，葛登14投6中包括三分球8投4中，得到19分，小瑞佛斯14分5助攻5籃板，火箭團隊4人得分超過兩位數，在一路落後的情況下，整場比賽最多輸到22分。儘管第四節最後火箭曾把分數追近到個位數差距，最終仍是以100比110敗給湖人，系列賽1勝3敗落後。
豪斯因違反規定遭逐出園區，且第4戰疲軟表現導致賽後火箭球員在休息室大聲嚷嚷，要求彼此得拿出更大努力，軍心浮動似乎也影響場上表現，退無可退下依舊抵抗不住湖人，以96比119吞敗遭淘汰。
賽季結束，迈克·德安东尼結束他4年以來於火箭的執教。

#### 2020—21賽季: 哈登時代結束
達雷爾·莫雷決定辭掉13年火箭隊總經理，由助理總經理Rafel Stone接任，火箭以4年合約聘請前達拉斯獨行俠助理教練斯蒂芬·塞拉斯成為新任總教練。華盛頓巫師與休士頓火箭達成協議，以約翰·沃爾、一個受保護2023年首輪選秀權作為籌碼，換取羅素·衛斯特布魯克。

### 重建期、重返季後賽  (2021~)
本季屢傳哈登對球隊不滿的流言，2021年1月13日，哈登於賽後訪談表示，球隊離爭冠仍有差距，認為問題已難以修復。據記者沃納羅斯基在2021年1月14號報導，本次交易內容一口氣涉及4隊，籃網得到哈登與騎士2輪選秀權，火箭得到歐拉迪波、艾克森（Dante Exum）、庫魯斯（Rodions Kurucs）還有籃網2022、2024、2024年未保護首輪籤與2021、2023、2025與2027首輪交換權還有騎士2022年首輪籤跟溜馬2輪選秀權，騎士則得到艾倫（Jarrett Allen）與普林斯（Taurean Prince），最後是溜馬得到勒佛特（Caris LeVert）與2輪選秀權。哈登時代在鬧劇中完結。
失去哈登的火箭戰績直線下滑，打破隊史18連敗的紀錄。2021年3月23日，休士頓火箭交手多倫多暴龍，火箭靠著約翰·沃爾全場19分、11籃板、10助攻的大三元表現，最終以117-99贏球，送給對手9連敗之餘，也終結火箭近期一波20連敗。
2021年3月23日，火箭交手爵士，約翰·沃爾全場21分、6助攻的表現，最終仍以89-112輸球，確定中斷連續八個賽季打進季後賽。
最終火箭取得了聯盟倒數第一的戰績，派出球隊名宿哈基姆·奧拉朱旺參與樂透區抽籤最終抽到榜眼簽，在2021年 NBA 選秀大會選中了來自發展聯盟的傑倫·格林並在選秀大會時用未來的兩個首輪簽和雷霆交易來了首輪第16順位簽選中了土耳其超級聯賽 MVP 阿爾佩倫-申京（Alperen Şengün），首輪第23順位簽選中皇家馬德里的乌斯曼·加鲁巴首輪第24順位選中亞利桑那州立大學的約什-克里斯托弗（Josh Christopher）。
2022年2月10日，趕在季中交易截止日前，塞爾蒂克和火箭達成交易協議。根據《ESPN》知名記者沃納羅斯基的報導，塞爾蒂克送出施羅德、費里登、費南多，從火箭手上換來昔日效力的泰斯。
2023年4月10日，火箭決定不執行斯蒂芬·塞拉斯第四年合約，休賽季開始找新任教頭人選。4月25日，原本傳聞剛被炒魷魚，曾帶領多倫多暴龍奪冠的尼克·諾斯，擔任火箭總教練的呼聲很高，最終選擇帶領波士頓塞爾提克闖進NBA總冠軍賽，卻因桃色風波遭禁賽一季的Ime Udoka，將成為休士頓火箭新任總教練。
2023-24賽季，例行賽最終成績為41勝41負，排名為西區第十一，確定連續四個賽季無緣打進季後賽和附加賽，主要原因還是開季磨合期外，另外客場戰績太差。
2024-25賽季，例行賽最終成績為52勝30負，排名為西區第二，終結連續四個賽季無緣打進季後賽和附加賽。第一輪對手為金州勇士，年輕氣盛的火箭雖然憑藉身材體能優勢，加上裁判相對寬鬆的哨音尺度下充分施加防守壓力，並且不斷衝擊禁區和鞏固住籃板優勢，然而因為投籃與罰球把握度欠佳，火箭從未在系列賽大比分領先過大戰經驗豐沛的勇士，甚至一度陷入1：3劣勢。儘管火箭連扳2勝，但在決勝第七戰仍被天敵柯瑞一波流帶走，以3：4含淚放暑假。

## 历届賽果
| 賽季         | 勝           | 負           | 勝率         | 季後賽成績                                           | 結果 |
| 聖地牙哥火箭 | 聖地牙哥火箭 | 聖地牙哥火箭 | 聖地牙哥火箭 | 聖地牙哥火箭                                         | 聖地牙哥火箭 |
| ------------ | ------------ | ------------ | ------------ | ---------------------------------------------------- | --- |
| 1967-68      | 15           | 67           | .183         | 未晉級季後賽                                         | |
| 1968-69      | 37           | 45           | .451         | 赛区半决赛失利                                       | 亞特蘭大老鷹 4 : 2 聖地牙哥火箭                                                                                             |
| 1969-70      | 27           | 55           | .329         | 未晉級季後賽                                         | |
| 1970-71      | 40           | 42           | .488         | 未晉級季後賽                                         | |
| 休士頓火箭   |              |              |              |                                                      | |
| 1971-72      | 34           | 48           | .415         | 未晉級季後賽                                         | |
| 1972-73      | 33           | 49           | .402         | 未晉級季後賽                                         | |
| 1973-74      | 32           | 50           | .390         | 未晉級季後賽                                         | |
| 1974-75      | 41           | 41           | .500         | 第一轮获胜 联盟半决赛失利                            | 休士頓火箭 2 : 1 纽约尼克斯 费城76人 4 : 1 休士頓火箭                                                                       |
| 1975-76      | 40           | 42           | .488         | 未晉級季後賽                                         | |
| 1976-77      | 49           | 33           | .598         | 联盟半决赛获胜 联盟决赛失利                          | 休士頓火箭 4 : 2 華盛頓巫師 费城76人 4 : 2 休士頓火箭                                                                       |
| 1977-78      | 28           | 54           | .341         | 未晉級季後賽                                         | |
| 1978-79      | 47           | 35           | .573         | 第一轮失利                                           | 亞特蘭大老鷹 2 : 0 休士頓火箭                                                                                               |
| 1979-80      | 41           | 41           | .500         | 第一轮获胜 联盟半决赛失利                            | 休士頓火箭 2 : 1 圣安东尼奥马刺 波士頓塞爾蒂克 4 : 0 休士頓火箭                                                             |
| 1980-81      | 40           | 42           | .488         | 第一轮获胜 联盟半决赛获胜 联盟决赛获胜 NBA总决赛失利 | 休士頓火箭 2 : 1 洛杉矶湖人 休士頓火箭 4 : 3 圣安东尼奥马刺 休士頓火箭 4 : 1 堪薩斯城國王隊 波士頓塞爾蒂克 4 : 2 休士頓火箭 |
| 1981-82      | 46           | 36           | .561         | 第一轮失利                                           | 聖安東尼奧馬刺 2 : 1 休士頓火箭                                                                                             |
| 1982-83      | 14           | 68           | .171         | 未晉級季後賽                                         | |
| 1983-84      | 29           | 53           | .354         | 未晉級季後賽                                         | |
| 1984-85      | 48           | 34           | .585         | 第一轮失利                                           | 犹他爵士 3 : 2 休士頓火箭                                                                                                   |
| 1985-86      | 51           | 31           | .622         | 第一轮获胜 联盟半决赛获胜 联盟决赛获胜 NBA总决赛失利 | 休士頓火箭 3 : 0 沙加緬度國王 休士頓火箭 4 : 2 丹佛金塊 休士頓火箭 4 : 1 洛杉矶湖人 波士頓塞爾蒂克 4 : 2 休士頓火箭         |
| 1986-87      | 42           | 40           | .512         | 第一轮获胜 联盟半决赛失利                            | 休士頓火箭 3 : 1 波特兰拓荒者 西雅图超音速 4 : 2 休士頓火箭                                                                 |
| 1987-88      | 46           | 36           | .561         | 第一轮失利                                           | 达拉斯小牛 3 : 1 休士頓火箭                                                                                                 |
| 1988-89      | 45           | 37           | .549         | 第一轮失利                                           | 西雅图超音速 3 : 1 休士頓火箭                                                                                               |
| 1989-90      | 41           | 41           | .500         | 第一轮失利                                           | 洛杉矶湖人 3 : 0 休士頓火箭                                                                                                 |
| 1990-91      | 52           | 30           | .634         | 第一轮失利                                           | 洛杉矶湖人 3 : 0 休士頓火箭                                                                                                 |
| 1991-92      | 42           | 40           | .512         | 未晉級季後賽                                         | |
| 1992-93      | 55           | 27           | .671         | 第一轮获胜 联盟半决赛失利                            | 休士頓火箭 3 : 2 洛杉矶快艇 西雅图超音速 4 : 3 休士頓火箭                                                                   |
| 1993-94      | 58           | 24           | .707         | 第一轮获胜 联盟半决赛获胜 联盟决赛获胜 NBA总决赛获胜 | 休士頓火箭 3 : 1 波特兰拓荒者 休士頓火箭 4 : 3 鳳凰城太陽 休士頓火箭 4 : 1 犹他爵士 休士頓火箭 4 : 3 纽约尼克斯             |
| 1994-95      | 47           | 35           | .573         | 第一轮获胜 联盟半决赛获胜 联盟决赛获胜 NBA总决赛获胜 | 休士頓火箭 3 : 2 犹他爵士 休士頓火箭 4 : 3 鳳凰城太陽 休士頓火箭 4 : 2 圣安东尼奥马刺 休士頓火箭 4 : 0 奥兰多魔术           |
| 1995-96      | 48           | 34           | .585         | 第一轮获胜 联盟半决赛失利                            | 休士頓火箭 3 : 1 洛杉矶湖人 西雅图超音速 4 : 0 休士頓火箭                                                                   |
| 1996-97      | 57           | 25           | .695         | 第一轮获胜 联盟半决赛获胜 联盟决赛失利               | 休士頓火箭 3 : 0 明尼苏达灰狼 休士頓火箭 4 : 3 西雅图超音速 犹他爵士 4 : 2 休斯敦火箭                                       |
| 1997-98      | 41           | 41           | .500         | 第一轮失利                                           | 犹他爵士 3 : 2 休士頓火箭                                                                                                   |
| 1998-99      | 31           | 19           | .620         | 第一轮失利                                           | 洛杉矶湖人 3 : 1 休士頓火箭                                                                                                 |
| 1999-00      | 34           | 48           | .415         | 未晉級季後賽                                         | |
| 2000-01      | 45           | 37           | .550         | 未晉級季後賽                                         | |
| 2001-02      | 28           | 54           | .341         | 未晉級季後賽                                         | |
| 2002-03      | 43           | 39           | .524         | 未晉級季後賽                                         | |
| 2003-04      | 45           | 37           | .550         | 第一轮失利                                           | 洛杉矶湖人 4 : 1 休士頓火箭                                                                                                 |
| 2004-05      | 51           | 31           | .622         | 第一轮失利                                           | 达拉斯小牛 4 : 3 休士頓火箭                                                                                                 |
| 2005-06      | 34           | 48           | .415         | 未晉級季後賽                                         | |
| 2006-07      | 52           | 30           | .634         | 第一轮失利                                           | 犹他爵士 4 : 3 休士頓火箭                                                                                                   |
| 2007-08      | 55           | 27           | .671         | 第一轮失利                                           | 犹他爵士 4 : 2 休士頓火箭                                                                                                   |
| 2008-09      | 53           | 29           | .646         | 第一轮获胜 联盟半决赛失利                            | 休士頓火箭 4 : 2 波特蘭拓荒者 洛杉矶湖人4 : 3 休士頓火箭                                                                    |
| 2009-10      | 42           | 40           | .512         | 未晉級季後賽                                         | |
| 2010-11      | 43           | 39           | .524         | 未晉級季後賽                                         | |
| 2011-12      | 34           | 32           | .515         | 未晉級季後賽                                         | |
| 2012-13      | 45           | 37           | .549         | 第一轮失利                                           | 奧克拉荷馬雷霆 4 : 2 休士頓火箭                                                                                             |
| 2013-14      | 54           | 28           | .659         | 第一輪失利                                           | 波特蘭拓荒者 4 : 2 休士頓火箭                                                                                               |
| 2014-15      | 56           | 26           | .683         | 第一輪獲勝 联盟半决赛獲勝 联盟决赛失利               | 休士頓火箭 4 : 1 達拉斯小牛 休士頓火箭 4 : 3 洛杉矶快艇 金州勇士 4 : 1 休士頓火箭                                           |
| 2015-16      | 41           | 41           | .500         | 第一輪失利                                           | 金州勇士 4 : 1 休士頓火箭                                                                                                   |
| 2016-17      | 55           | 27           | .671         | 第一輪獲勝 聯盟半決賽失利                            | 休士頓火箭 4 : 1 奧克拉荷馬雷霆 聖安東尼奧馬刺 4 ：2 休士頓火箭                                                             |
| 2017-18      | 65           | 17           | 793          | 第一輪获胜 聯盟半決賽获胜 NBA联盟决赛失利            | 休士頓火箭 4 : 1 明尼蘇達灰狼 休士頓火箭4 : 1 猶他爵士 金州勇士4 : 3 休士頓火箭                                             |
| 2018-19      | 53           | 29           | 646          | 第一輪获胜 聯盟半決賽失利                            | 休士頓火箭 4 : 1 猶他爵士 金州勇士 4 : 2 休士頓火箭                                                                         |
| 2019-20      | 44           | 28           | .611         | 第一輪获胜 聯盟半決賽失利                            | 休士頓火箭 4 : 3 奧克拉荷馬雷霆 洛杉矶湖人 4 : 1 休士頓火箭                                                                 |
| 2020-21      | 17           | 55           | .236         | 未晉級季後賽                                         | |
| 2021–22      | 20           | 62           | .244         | 未晉級季後賽                                         | |
| 2022–23      | 22           | 60           | .268         | 未晉級季後賽                                         | |
| 2023–24      | 41           | 41           | .500         | 未晉級季後賽                                         | |
| 2024–25      | 52           | 30           | .634         | 第一輪                                               | 金州勇士 4 : 3 休士頓火箭                                                                                                   |
| 总计         | 2421         | 2267         | .516         |                                                      | |
| 季後賽       | 161          | 168          | .489         | 2次NBA總冠军                                         | |

更新日期 : 2025年4月13日

## 现役球员

### 退休球衣號碼
| 25                         |
| 姚明 C 退休於 2017年2月3日 |

| 25                                      |
| 克莱德·德雷克斯勒 G 退休於 2000年2月3日 |

| 7                                  |
| 卡爾文·墨菲 G 退休於 1984年3月17日 |

| 24                               |
| 摩西·馬龍 C 退休於 1998年4月19日 |

| 32                                     |
| 阿基姆·奥拉朱旺 C 退休於 2002年11月9日 |

| 5                                       |
| 魯迪·湯加諾維奇1 F 退休於 1982年1月28日 |

| 32                                                |
| 卡羅爾·道森2 助理教練 總經理 退休於 2007年4月16日 |

- 1 自1991年至2003年擔任總教練。
- 2 由於道森沒有球衣號碼，火箭使用了他的名字縮寫代替號碼。[5]

## 籃球名人堂
| 休斯敦火箭 籃球名人堂 |                     |                 |                   |      |
| 背號                  | 球员                | 位置            | 時間              | 入選 |
| 2 4                   | 里克·巴里           | 前鋒            | 1978–80           | 1987 |
| 11 44                 | 埃爾文·海耶斯       | 中鋒/前鋒       | 1968–72 1981–84   | 1990 |
| 23                    | 卡爾文·墨菲         | 後衛            | 1970–83           | 1993 |
| 24                    | 摩西·馬龍           | 中鋒/前鋒       | 1976–82           | 2001 |
| 22                    | 克萊德·德雷克斯勒 1 | 後衛/前鋒       | 1995–98           | 2004 |
| 4                     | 查爾斯·巴克利 2     | 前鋒/中鋒       | 1996–2000         | 2006 |
| 34                    | 哈基姆·奧拉朱旺     | 中鋒            | 1984–2001         | 2008 |
| 33                    | 斯科特·皮蓬 3       | 前鋒            | 1998–99           | 2010 |
| 50                    | 拉爾夫·桑普森       | 中鋒/前鋒       | 1983–87           | 2012 |
| 55                    | 迪肯貝·穆托姆博     | 中鋒            | 2004–09           | 2015 |
| 11                    | 姚明                | 中锋            | 2002 - 11         | 2016 |
| 1                     | 特雷西·麦克格雷迪   | 後衛/前鋒       | 2004–10           | 2017 |
| 背號                  | 教練                | 位置            | 時間              | 入選 |
| –                     | 亞歷克斯·漢納姆     | 主教練          | 1969–71           | 1998 |
| –                     | 泰克斯·温特         | 主教練          | 1971–73           | 2011 |
| –                     | 比爾·費奇           | 主教練          | 1983–88           | 2019 |
| –                     | 鲁迪·汤姆贾诺维奇   | 助理教練 主教練 | 1983–92 1992–2003 | 2020 |

## 退休球衣號碼
| 休士頓火箭 退役球衣号码球员 |                   |           |           |
| 背號                        | 球员              | 位置      | 時間      |
| 11                          | 姚明              | 中鋒      | 2002–11   |
| 22                          | 克萊德·崔斯勒     | 後衛/前鋒 | 1995–98   |
| 23                          | 卡爾文·墨菲       | 後衛      | 1970–83   |
| 24                          | 摩西·馬龍         | 中鋒      | 1976–82   |
| 34                          | 哈基姆·奧拉朱旺   | 中鋒      | 1984–2001 |
| 45                          | 鲁迪·汤姆贾诺维奇 | 前鋒      | 1970–81   |

## 獎項

### NBA例行賽MVP
- 2017-18 NBA赛季：詹姆士·哈登
- 1993-94 NBA赛季：哈基姆·奥拉朱旺

### NBA總決賽MVP
- 1993-94 NBA赛季&1994-95 NBA赛季：哈基姆·奥拉朱旺

### NBA最佳防守球員
- 1993-94 NBA赛季：哈基姆·歐拉朱萬

### NBA最佳新人
- 1983-84 NBA赛季：哈基姆·奥拉朱旺
- 1999-00 NBA赛季：史蒂夫·弗朗西斯

### NBA最佳第六人
- 2016-17 NBA赛季：埃里克·戈登

### NBA最佳教练
- 汤姆·尼萨尔科:1977
- 唐·錢尼：1991
- 邁克·德安東尼：2017

### NBA明星隊教练
- 魯迪·湯姆賈諾維奇：1997
- 邁克·德安東尼：2018

### 總教練
歷史三分榜第二
- 詹姆士·哈登

## 主場場館
- 聖地牙哥運動場 San Diego Sports Arena (1967年–1971年)[6]
- 休士頓大學 Hofheinz Pavilion (1971年–1974年)
- The Summit (1997年–2003年) [7]
- 豐田中心球場 (2003年至今) [8]

## 争议
2019年10月5日，美国NBA休斯顿火箭队总经理达雷尔·莫雷在推特发文支持香港示威人士。中央電視台體育頻道於10月6日率先發表聲明，指由於莫雷散布「涉港不當言論」，即日起暫停涉及火箭隊的賽事轉播等一切合作交流事宜。中国篮球协会隨後也發表了同樣的聲明，表示将暂停与NBA休斯顿火箭队俱乐部的交流合作事宜，腾讯体育、浦发银行等陆续宣布暂停或中止与休斯顿火箭队相关合作。火箭隊球星哈登為此向中國球迷致歉，与此同时，火箭队相关周边产品也从中国大陆各电商平台下架，“火箭队”在这些电商平台也相应地成为敏感词汇。2020年，莫雷离开火箭，央视重申，任何企图伤害中国人民感情的言行都要付出代价。希望莫雷先生一路走好。